# Château d'Anet
Le château d'Anet (prononcé [a.nɛt]) est un château de style Renaissance situé en Eure-et-Loir, que le roi Henri II de France fit construire au XVIe siècle pour sa favorite, Diane de Poitiers.

## Historique

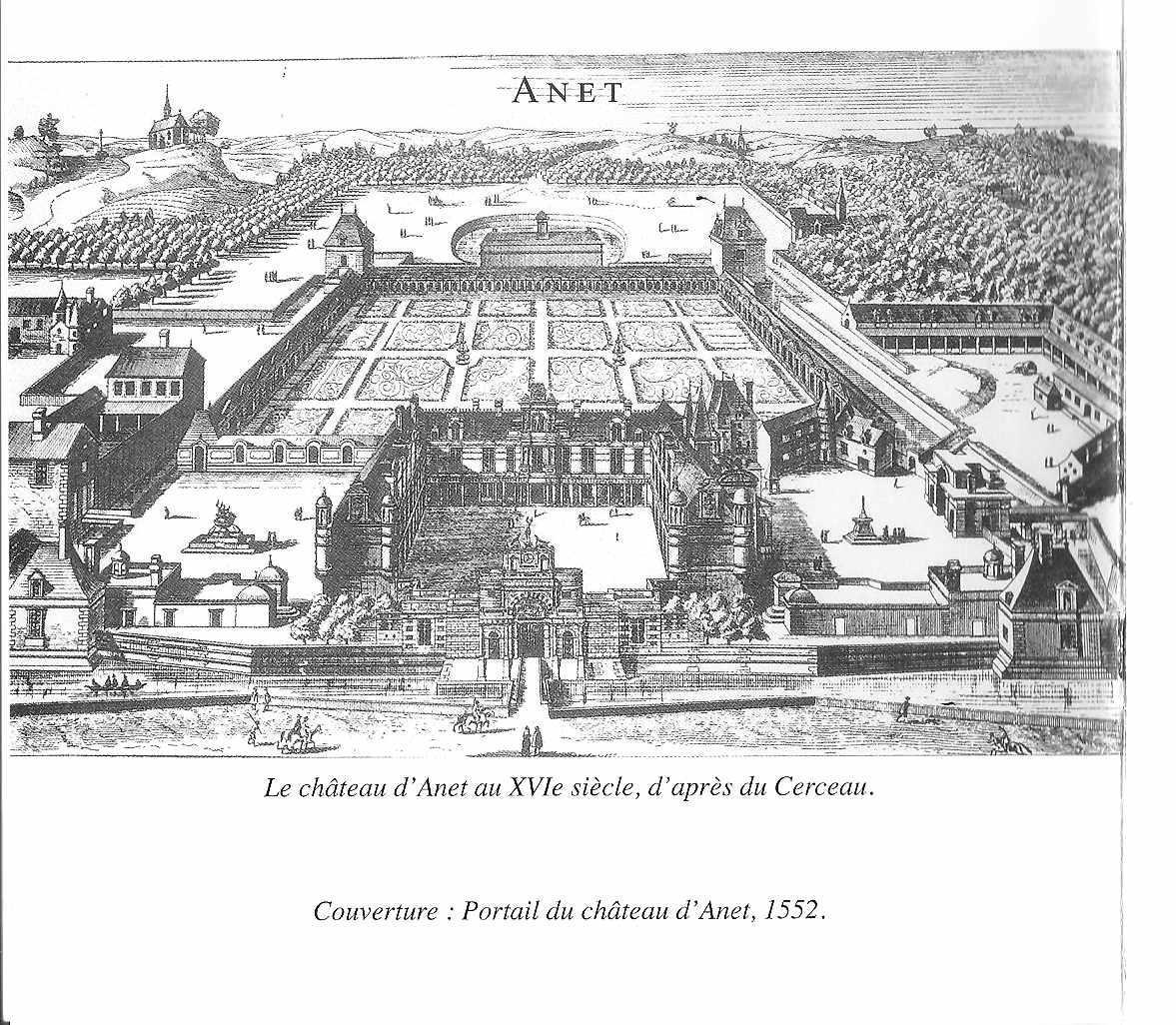
Croquis du Cerceau, 1552.

Charles le Mauvais, comte d’Évreux, avait construit un château fort à Anet au XIVe siècle sur un plan quadrangulaire, cantonné d'une tour à chacun de ses angles et cerné de profonds fossés. Charles V le Sage le fit démanteler et détruire en partie en 1378.
Par lettres données en 1444, Charles VII remit les seigneuries d'Anet, de Bréval, Montchauvet et Nogent-le-Roi, au grand sénéchal de Normandie, Pierre de Brézé en remerciement pour avoir chassé les Anglais de Normandie.
Jacques de Brézé, également grand sénéchal de Normandie, succéda à son père Pierre de Brézé, tué en 1465 à la bataille de Montlhéry. Il épousa Charlotte de Valois, fille du roi Charles VII et d'Agnès Sorel en 1461. Leur fils, Louis de Brézé, aussi grand sénéchal de Normandie, hérita ensuite d'Anet en 1494. Mort en 1531, il laissa une veuve beaucoup plus jeune que lui et d'une grande beauté, Diane de Poitiers.
Le roi François 1er nomma en 1530 Diane de Poitiers, très en vue à la cour, préceptrice de son second fils, le futur roi Henri II. Elle resta sa confidente après le mariage de celui-ci avec Catherine de Médicis en 1533 et devint sa favorite vers 1538. Vers 1540, elle entreprit de faire reconstruire le château d'Anet.
Connaisseuse en art, elle s'assura la collaboration des meilleurs artistes de son temps, l'architecte Philibert Delorme, le sculpteur Jean Goujon, le peintre Jean Cousin.
L'édifice qu'ils réalisèrent comportait trois corps de bâtiments, disposés en « U », face à l'entrée, autour d'une cour d'honneur. En arrière de chacune des ailes, une cour latérale desservait des dépendances. Dans la cour ouest, sur la droite, étaient les restes de l'ancien château de Charles le Mauvais et de Louis de Brézé avec au centre une fontaine.
Des murs écrans et des cours intermédiaires permettaient d'éloigner visuellement les écuries du logis principal.
En arrière du logis central, s'étendait un jardin dans le style de la Renaissance, composé de parterres carrés alignés, entouré d'une galerie d'arcades couverte, comportant à chacun de ses angles un pavillon.
De vostre Dianet - de vostre nom j'appelle

Vostre maison d'Anet - la belle architecture,

Les marbres animez, la vivante peinture,

Qui la font estimer des maisons la plus belle.
— Joachim du Bellay, Les Regrets
Seule subsiste aujourd’hui, de son plan originel, l'aile gauche, modifiée au milieu du XVIIe siècle, et la chapelle qui était enclavée dans l'aile droite, les deux autres corps de bâtiment (à l'exception de la chapelle) ayant été détruits pendant la Révolution.

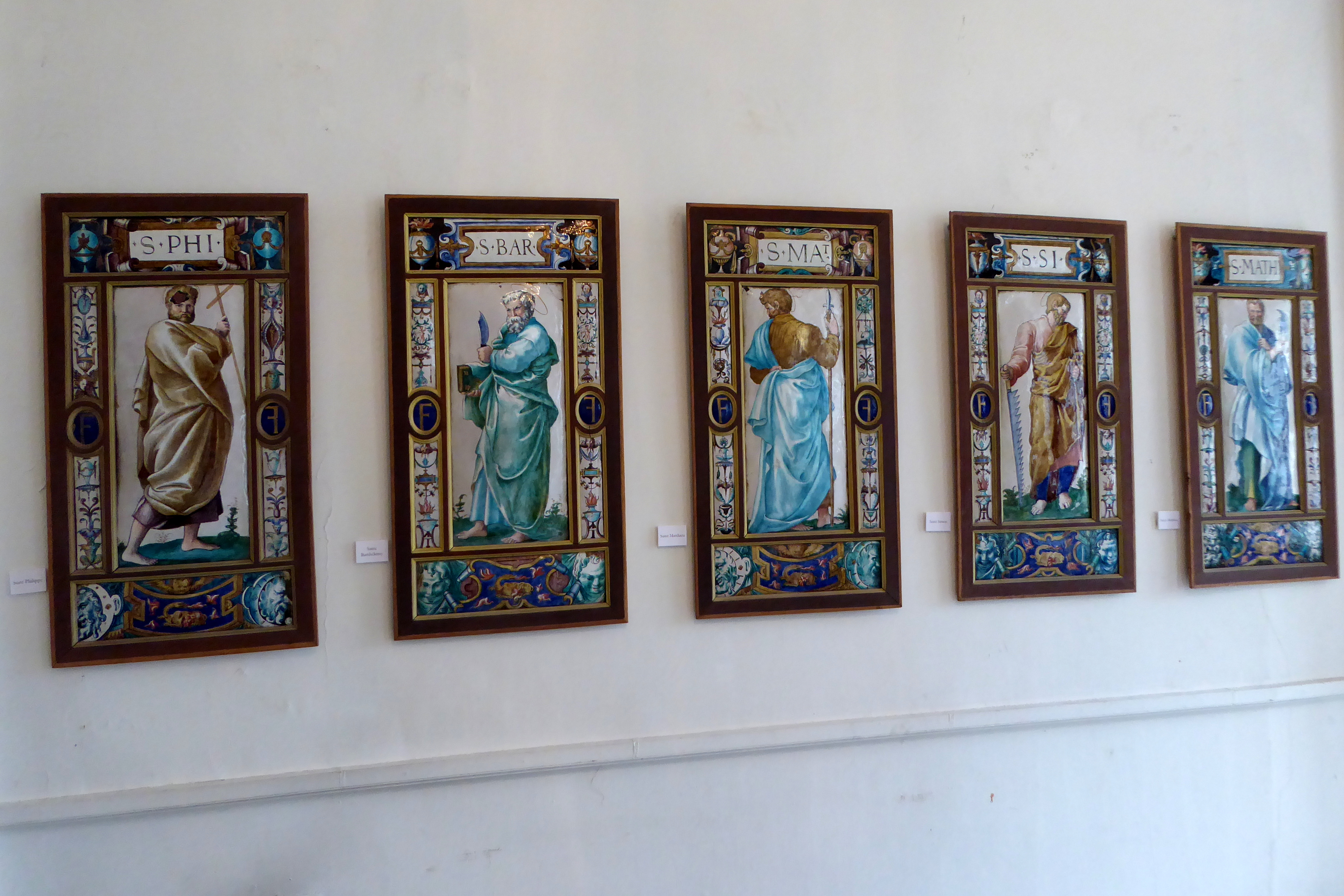
La série des apôtres, Léonard Limosin.

Un des dessins du Primatice annoté a annet (Phèdre et Hippolyte, Musée du Louvre), est sans doute un projet pour les vitraux commandés au maître verrier Nicolas Beaurain en 1548. À Anet, le style de Primatice était également visible dans les anges porteurs des instruments de la Passion sculptés en bas-reliefs à la voûte de la chapelle (in situ) et dans le groupe de la Diane chasseresse qui surmontait l’une des fontaines, aujourd’hui au Louvre.
Philibert Delorme plaça, au-dessus du portail du château, la « nymphe de Fontainebleau », relief de bronze semi-circulaire que François Ier avait commandée à Benvenuto Cellini pour ce château et qui n'y fut pas installée. Au-dessous, on peut lire la devise : « PHOEBO SACRATA EST ALMAE DOMUS AMPLA DIANAE, VERUM ACCEPTA CUI CUNCTA DIANA REFERT »,.
En juillet 1547, peu après la mort de François Ier, le peintre Léonard Limosin livra à Saint-Germain-en-Laye douze apôtres peints en émail d’après des cartons en couleur de Michel Rochetel, eux-mêmes faits d’après des dessins de Primatice (Étude de drapé pour saint Paul et Étude de drapé pour saint Thomas). Selon les souhaits de François Ier, dont les plaques émaillées portent le « F », ces douze apôtres auraient dû orner les douze pilastres de la chapelle Saint-Saturnin du château de Fontainebleau. Le nouveau roi, Henri II, en décida autrement et les fit placer, dès 1552, dans des boiseries de la chapelle du château d'Anet. Ils sont aujourd’hui au musée des Beaux-Arts de Chartres. Leurs cartons servirent pour la réalisation d’une seconde série, non plus au chiffre de François Ier mais à celui de Henri II (musée du Louvre).
Alexandre Lenoir fit acheter quelques fragments d'architecture et de sculpture aux démolisseurs pour nourrir le musée des Monuments français à Paris, alors situé dans l'actuelle École des Beaux-Arts ; en particulier, le portique du corps de logis central, figurant Diane, un cerf et quatre chiens, a orné la cour des Beaux-Arts avant d'être déplacé à nouveau vers Anet.
Cet ornement était à l'origine un automate : le cerf remuait la tête et les chiens remuaient la patte arrière gauche pour marquer les heures ; le groupe actuel est une reproduction, l'original ayant été fondu à la Révolution.

### L'ère des Princes

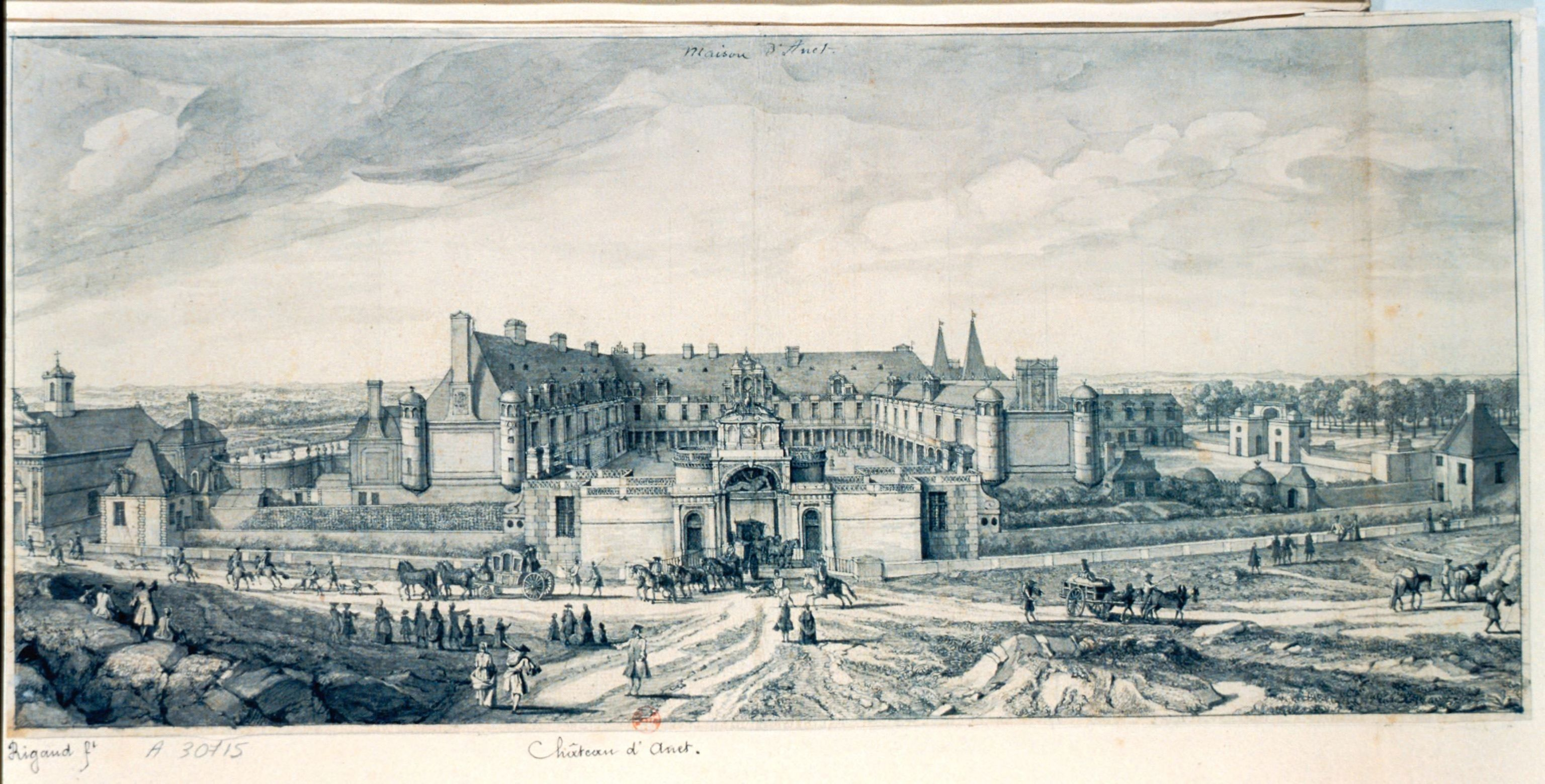
Dessin à la plume du château par Rigaud, XVIIIe siècle.

À Diane de Poitiers, morte en 1566, succède sa fille, Louise de Brézé, épouse de Claude de Lorraine, duc d'Aumale. En 1576, lorsqu'il épouse Marie de Lorraine d'Elbeuf, leur fils Charles de Lorraine, duc d'Aumale, reçoit Anet de sa mère. Engagé au sein de la Ligue dont il est l'un des principaux chefs, Charles de Lorraine contracte d'importantes dettes. Poursuivi par ses créanciers, il doit les laisser saisir Anet, qui est vendu en 1615 à sa parente Marie de Luxembourg, épouse de Philippe-Emmanuel de Lorraine, duc de Mercoeur.
Ces derniers laissent pour héritière leur fille unique, Françoise de Lorraine, qui apporte Anet par mariage en 1609 à César de Bourbon, duc de Vendôme.
Celui-ci apporta des modifications nombreuses et jugées désastreuses : déplacement de la fontaine de Diane, remplacement et destruction des vitraux en « grisaille », transformation du parc et démolition de certaines de ses dépendances et de la galerie qui entourait les jardins (modifiés) ; mais par la création du grand canal il accrut les nappes d'eau. Il fit bâtir les deux pavillons et l'hémicycle entre l'aile gauche et la chapelle funéraire
Au château, il fit retirer les meneaux des fenêtres et les cordons de pierre passant d'une à l'autre, transformer les fenêtres du rez-de-chaussée en portes-fenêtres, plaquer une façade en bossage et orner l'étage d'une ordonnance de huit pilastres à chapiteaux ioniques au centre décoré d'un trophée guerrier de style Louis XIV, et exhausser de moitié les combles afin d'y gagner des appartements (état actuel).
On lui doit aussi le vestibule, élément le plus pur et authentique avec son sol carrelé en noir et blanc et son escalier « très hardi de conception » (Roux) à rampe en fer forgé à son chiffre, réalisé par un maçon local sur les plans de l'inspecteur des Bâtiments du Roi, Claude Desgots. Y fut placée une série de huit bustes d'empereurs romains dont on perd la trace après la vente de janvier 1798.
Le duc et la duchesse de Vendôme meurent l'un et l'autre en 1667, laissant Anet à leur fils, Louis de Bourbon, duc de Vendôme, mort à son tour en 1669. Louis de Bourbon Vendôme a pour successeur son fils, Louis-Joseph de Bourbon, duc de Vendôme, mort sans postérité en 1712. Ce dernier laisse Anet à sa veuve, Marie-Anne de Bourbon-Condé, fille d'Henri-Jules de Bourbon, prince de Condé. Celle-ci meurt en 1718, laissant Anet à sa mère, Anne de Bavière, princesse de Condé, morte en 1723.
La gravure de Rigaud montre quatorze autres bustes ornant le mur extérieur du bâtiment principal face au jardin. Roux (1913) en signale huit en marbre blanc ou rose à la Bibliothèque de Chartres et à la Société archéologique d'Eure-et-Loir, et quatre peut-être de même origine dans une collection Champagne, à Dreux.

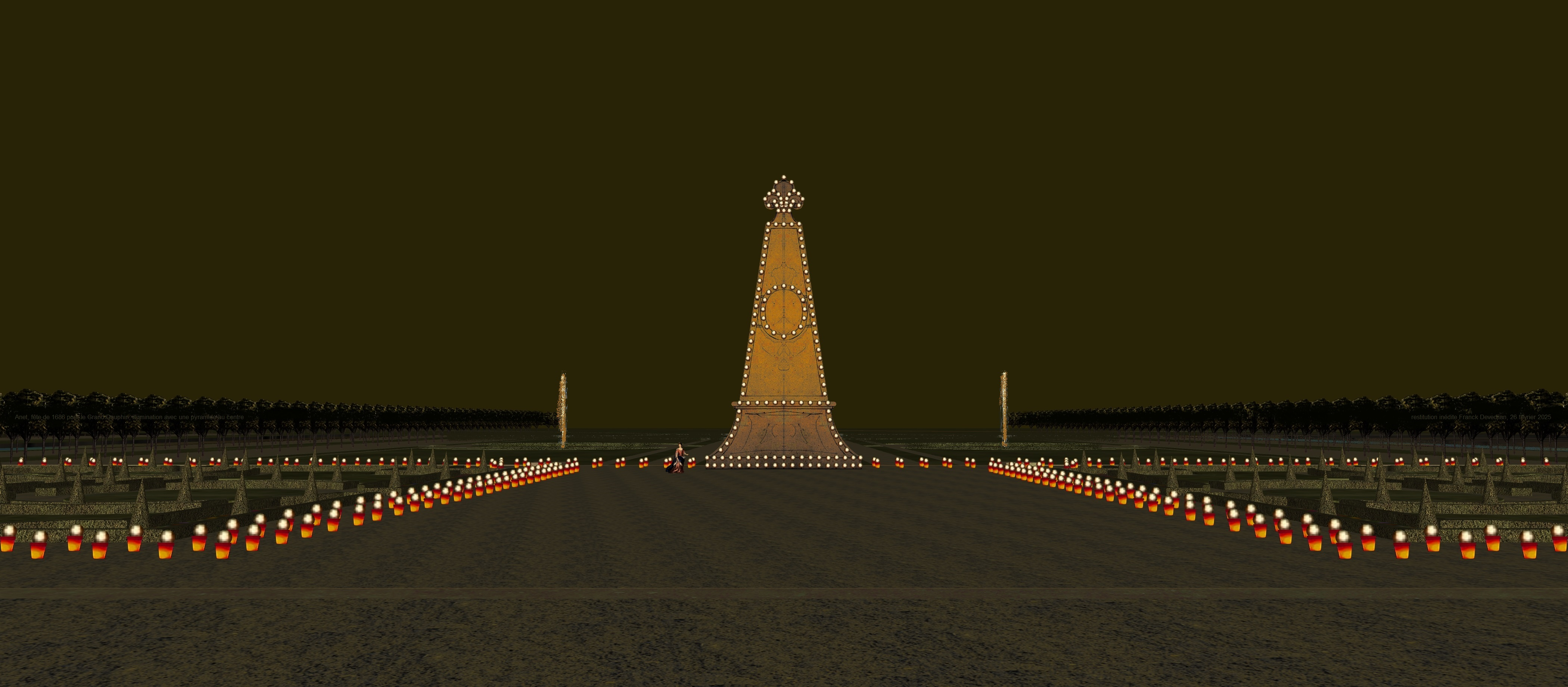
Schéma de l'illumination pour le Grand Dauphin au château d'Anet, 1686, avec la pyramide au centre du parterre.

C'est dans ce cadre somptueux qu'en 1686 le Grand Dauphin fut reçu à Anet avec grand luxe. Lully avait composé un opéra, Acis et Galatée. Un soir, le fils de Louis XIV soupe devant une illumination de tout le parterre, devant une grande pyramide de lumière (d'après le Mercure Galant).
En 1723, la huitième fille de la princesse de Condé, dont le patrimoine était resté indivis pendant neuf ans, Louise-Bénédicte de Bourbon, duchesse du Maine, hérite d'Anet.
Le règlement de cette succession fit vendre la bibliothèque, dont 171 manuscrits sur vélin ayant appartenu à Diane de Poitiers, qui y étaient conservés depuis sa mort.

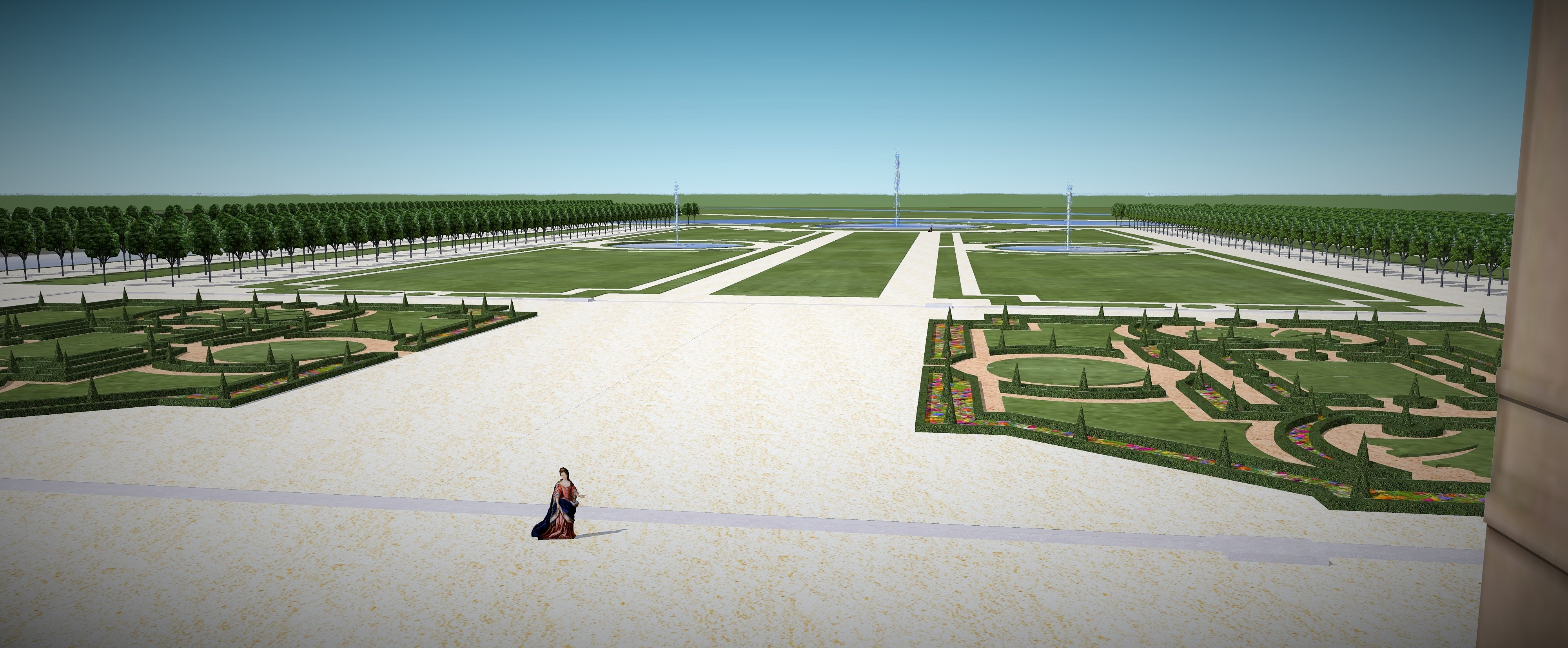
Restitution 3D du grand parterre du château d'Anet, depuis le premier étage, état en 1761.

Le domaine d'Anet et le comté de Dreux passèrent ensuite successivement aux deux fils de la duchesse du Maine, l'un et l'autre célibataires, Louis-Auguste de Bourbon, prince des Dombes (1700-1755) et Louis-Charles de Bourbon, comte d'Eu (1701-1775). Ce dernier avait vendu deux ans avant sa mort à Louis XV — qui visita le château en juin 1749 — une grande partie de ses biens pour l'énorme somme de douze millions de livres.
Cette transaction, coûteuse pour les finances royales, n'ayant pas encore été honorée par le roi Louis XV avant sa mort (1774), elle fut annulée par, son successeur, Louis XVI, en accord avec leur héritier, Louis-Jean-Marie de Bourbon, duc de Penthièvre, qui, devenu par ces héritages le second propriétaire foncier du royaume, entra ainsi en possession d'Anet.

#### Vestiges du «mobilier Penthièvre»
Le 12 décembre 2012, deux de ses éléments figurèrent dans une vente publique parisienne à Drouot-Richelieu :
- un bureau plat par Pierre Fléchy, en bois laqué et vernis européen[8] ;
- une commode par Léonard Boudin en placage de bois noirci et vernis européen, à portes découvrant tiroirs et coffre, dont le dos est marqué au fer d'une ancre marine, attribut symbolique du grand amiral de France, entourée des lettres A et T pour Anet[9].

- une commode « en placage de bois de satiné » à ressaut central estampillée par Nicolas Petit (époque Transition) portant la marque au fer du mobilier ducal au château d'Anet a figuré à la « vente de la collection d'un grand amateur français » par la maison Sotheby's à Londres le 7/12/2000 (reprod. coul. n°127 du catalogue).
Une vue cavalière du château, miniature aquarellée de Louis-Nicolas van Blarenberghe (1716-1794), figure dans une vente mobilière à Paris du 5 avril 2017,.

### L'ère des destructions

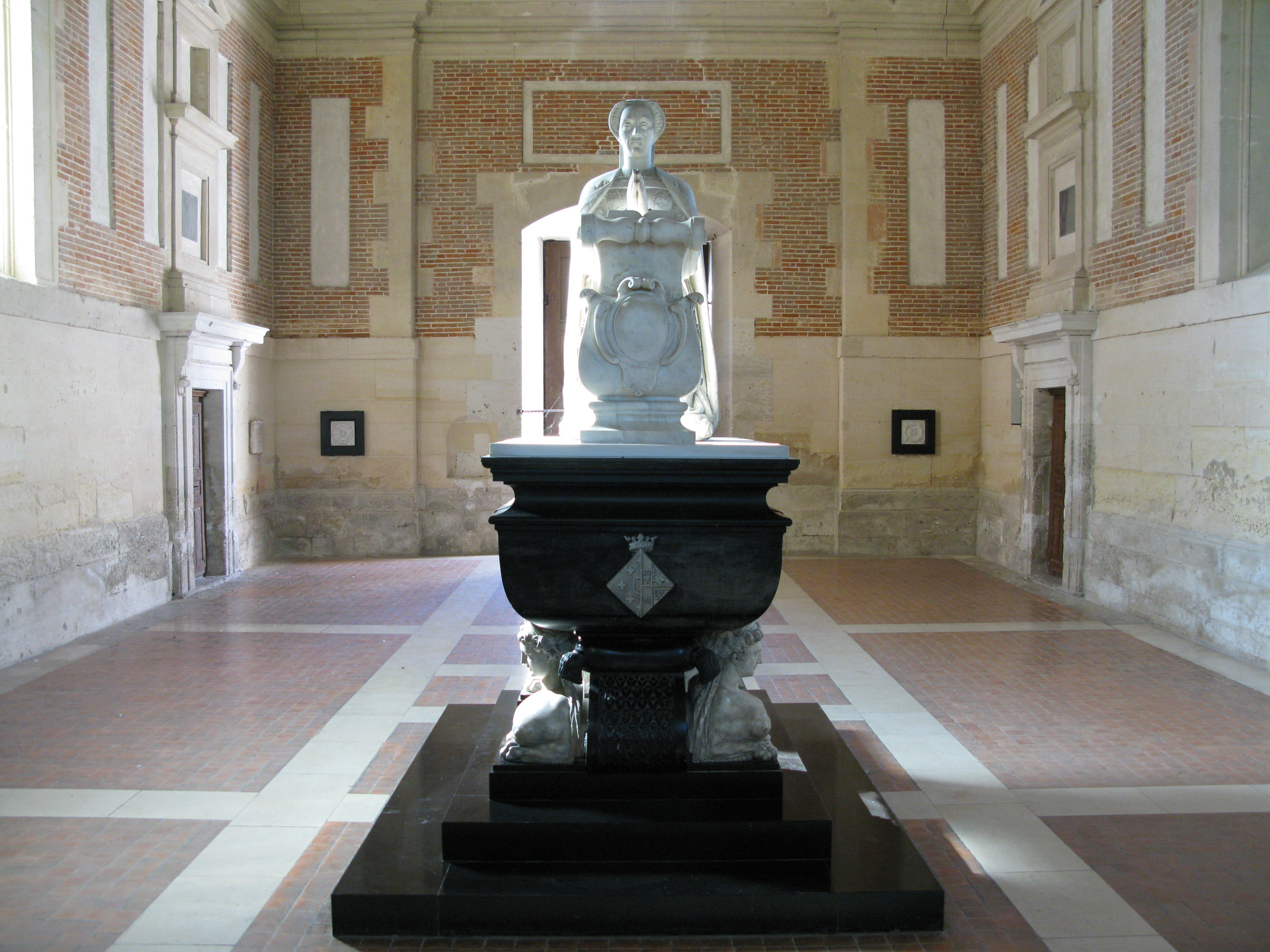
Le tombeau de Diane de Poitiers.

À la Révolution, le duc de Penthièvre n'émigre pas. En 1793, il meurt dans son lit dans son château de Bizy, laissant ses domaines à sa fille unique, Louise Marie Adélaïde de Bourbon, duchesse d'Orléans.
Cinq semaines plus tard, ses biens sont confisqués par la Nation.
Le château d'Anet, placé sous séquestre, reste sans entretien. En 1794, le mobilier est mis en vente à l'encan.
Le 10 juin 1795, Moulins, commissaire de la Sûreté Générale, fait procéder à la profanation du tombeau de Diane de Poitiers. Le caveau est ouvert et le cercueil forcé. Son contenu est promptement transporté au cimetière du bourg. En 2010, les restes de Diane de Poitiers seront exhumés pour être replacés dans le caveau sépulcral, lors d'une cérémonie publique.
Le 1er février 1798, le domaine est vendu en quatre lots. Le lot comprenant le château et ses jardins est acquis pour trois millions deux cent mille francs, par les sieurs Driancourt et Baudoin, qui le transmettent aussitôt aux banquiers Ramsden et Herigoyen. Ces derniers le dépouillent alors de ses éléments extérieurs et intérieurs pour les vendre.
En 1804, Demonti fils, nouveau détenteur, continue le dépeçage en abattant les arbres du parc et faisant démolir à l'explosif les deux tiers de la demeure, le corps central et l'aile droite, ce qui finit par indisposer la population locale. En 1811, la chute mortelle d'un ouvrier qui commençait à dégarnir la toiture de l'aile gauche du château, déclenche une émeute qui le contraint à abandonner son entreprise de liquidation et à s'enfuir.
En 1820 les restes du château, vide et abandonné, sont restitués à la Marie-Adélaïde de Bourbon, duchesse douairière d'Orléans, qui mourra l'année suivante. Devant l'ampleur des travaux de réparation à entreprendre, son fils, Louis-Philippe d'Orléans, le vend en 1823 à Louis-François Passy, ancien receveur général. Celui-ci ne l'habite pas et ne fait que clore par un mur l'extrémité restée béante de l'aile gauche, à laquelle se réduit désormais le château.

### L'ère des Restaurateurs

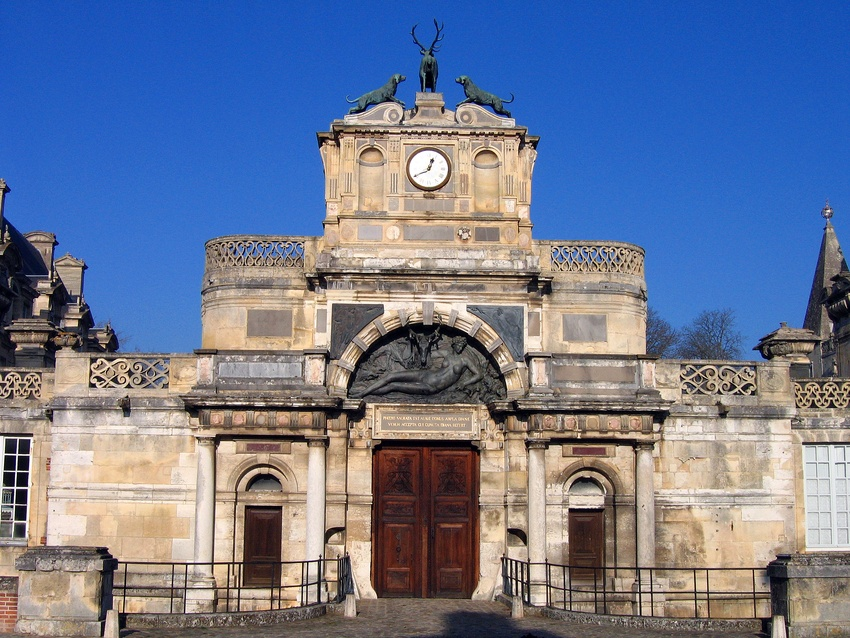
Le portique d'entrée.

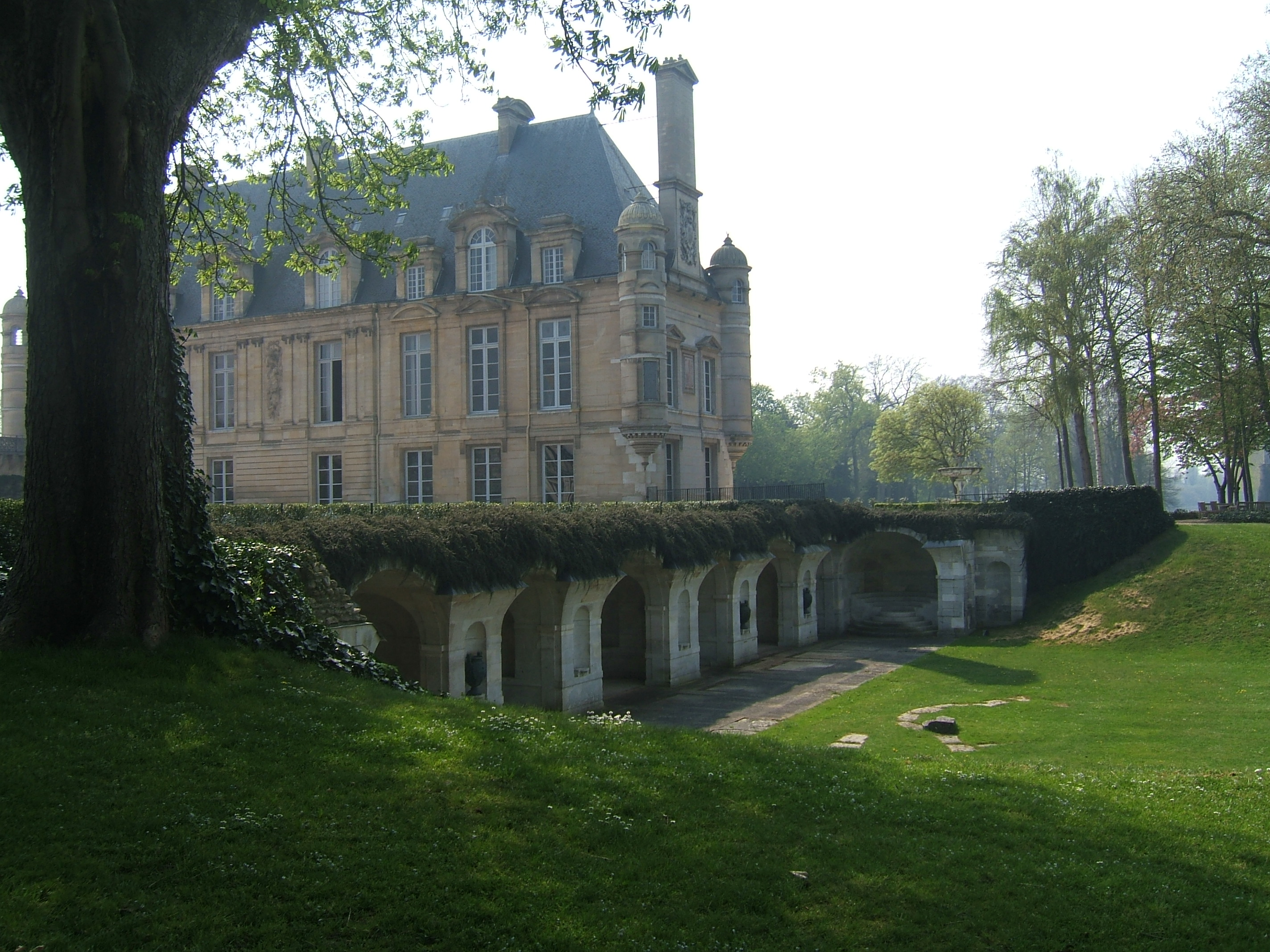
Le château et le cryptoportique.

En 1840, toujours en mauvais état, le château d'Anet est acquis par le comte Adolphe de Riquet de Caraman, qui y entreprend une première campagne de restauration.
L'intérieur des pavillons et la moitié Sud de l'aile sont réparés et aménagés. L'ancien vestibule servait de charetterie  et le reste des bâtiments côté jardin n'avait plus de toiture. Le portail d'entrée est restauré : Au sommet, des copies remplacent le cerf et les 4 chiens qui étaient des automates ; l'horloge, autrefois astronomique, n'indique plus que l'heure.
En remplacement de la galerie que comportait l'aile droite disparue, devant la chapelle, le portail de celle-ci reçoit un péristyle. Des autels y sont installés. Les travaux effectués alors sont menés par l'architecte Auguste Caristie.
À la suite de revers de fortune des Caraman, en 1860, Anet est acheté par l'agent de change parisien Ferdinand Moreau, qui mènera à partir de 1863 une seconde campagne de travaux. Les toitures sont rétablies, l'aile Nord est reconstruite par l'architecte Bourgeois, qui copie l'autre extrémité restée quasi-intacte.
La décoration et de l'ameublement sont reconstitués avec l'aide du peintre Faivre-Duffer, qui y retrouve les Apôtres, quatre grandes tapisseries, des fragments d'anciens vitraux (reposés dans la fenêtre de la bibliothèque), des meubles, panneaux et débris peints.

Relevés par Rudolf Pfnor, 1867
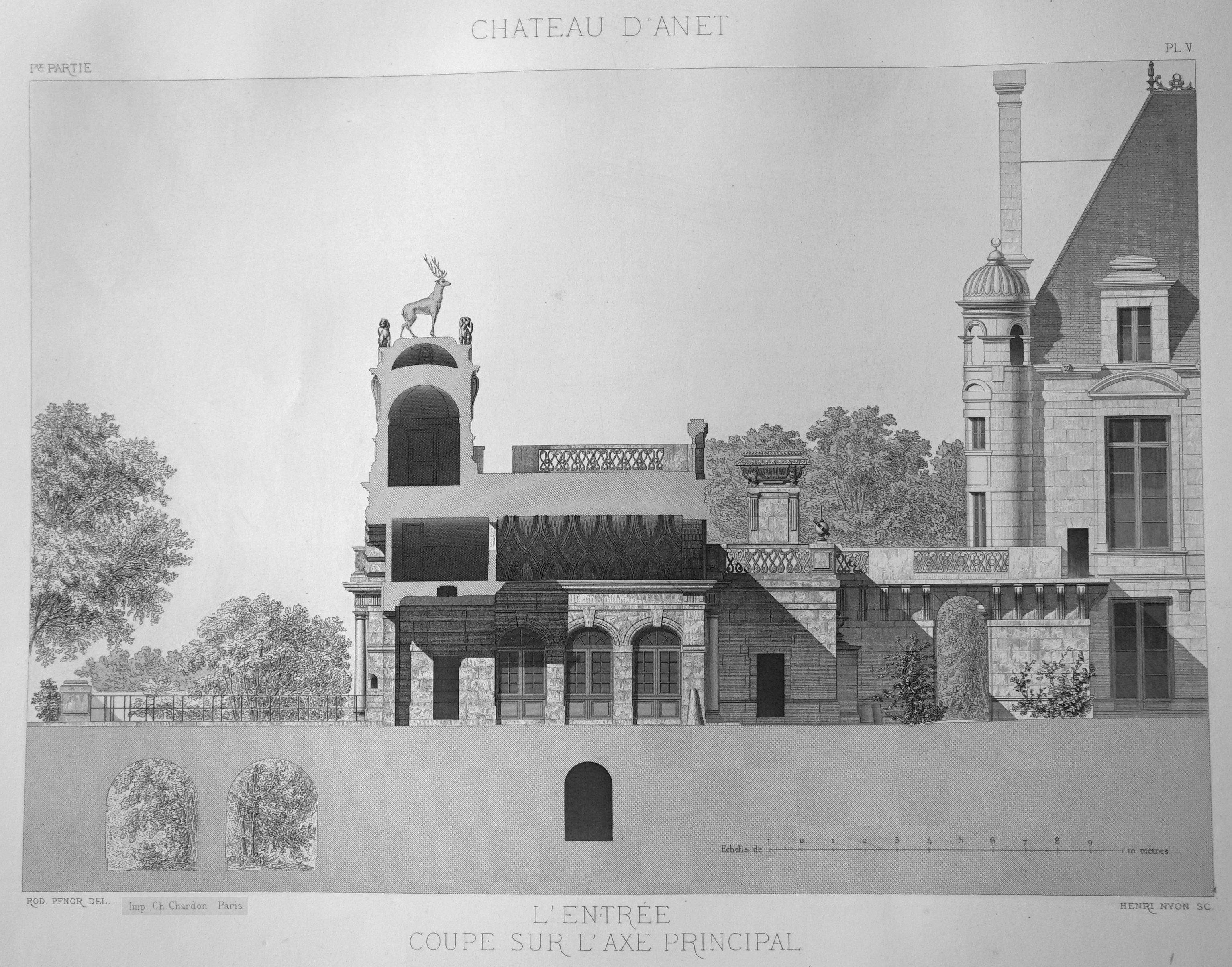
Portique d'entrée.
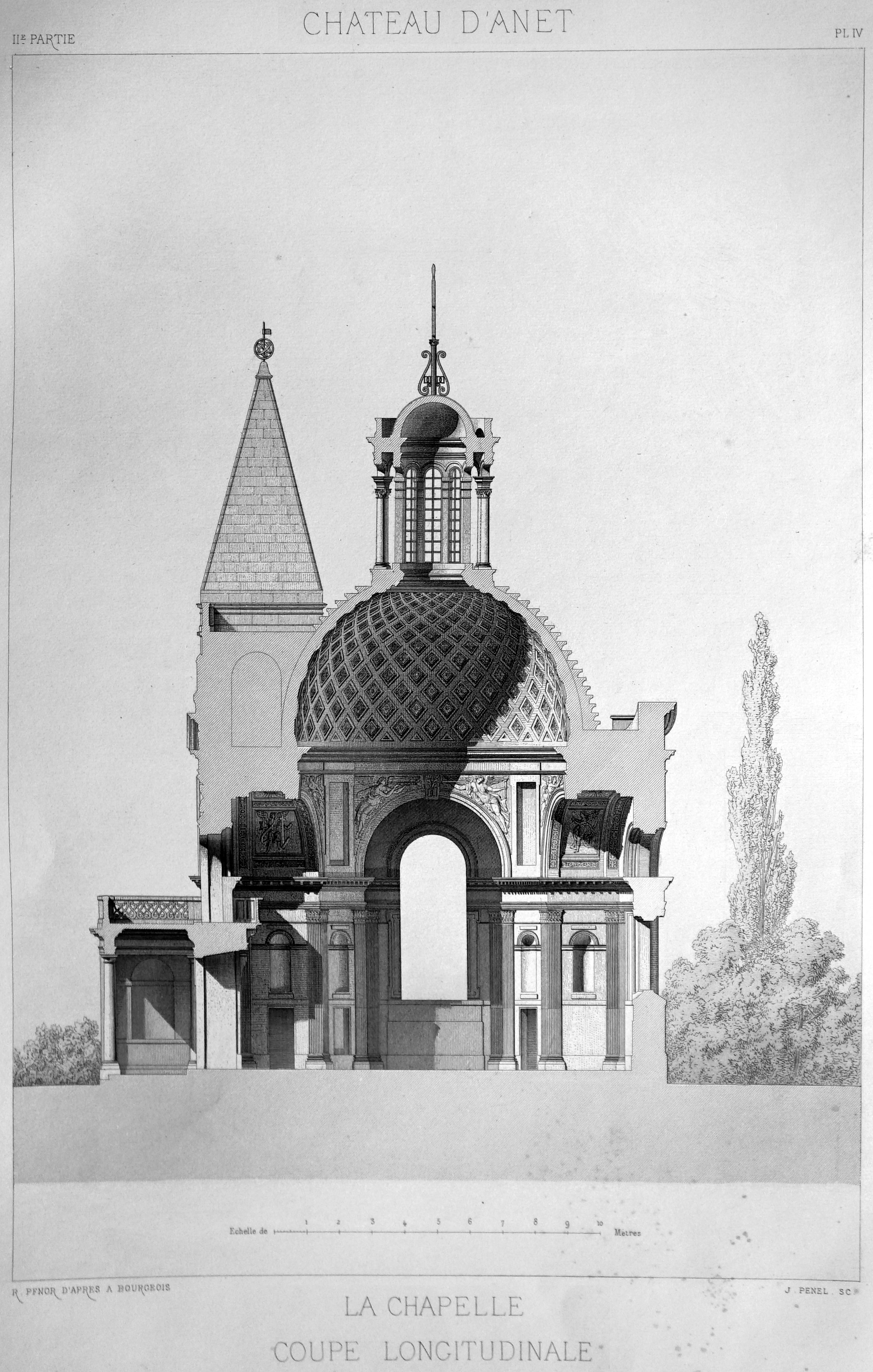
Chapelle.
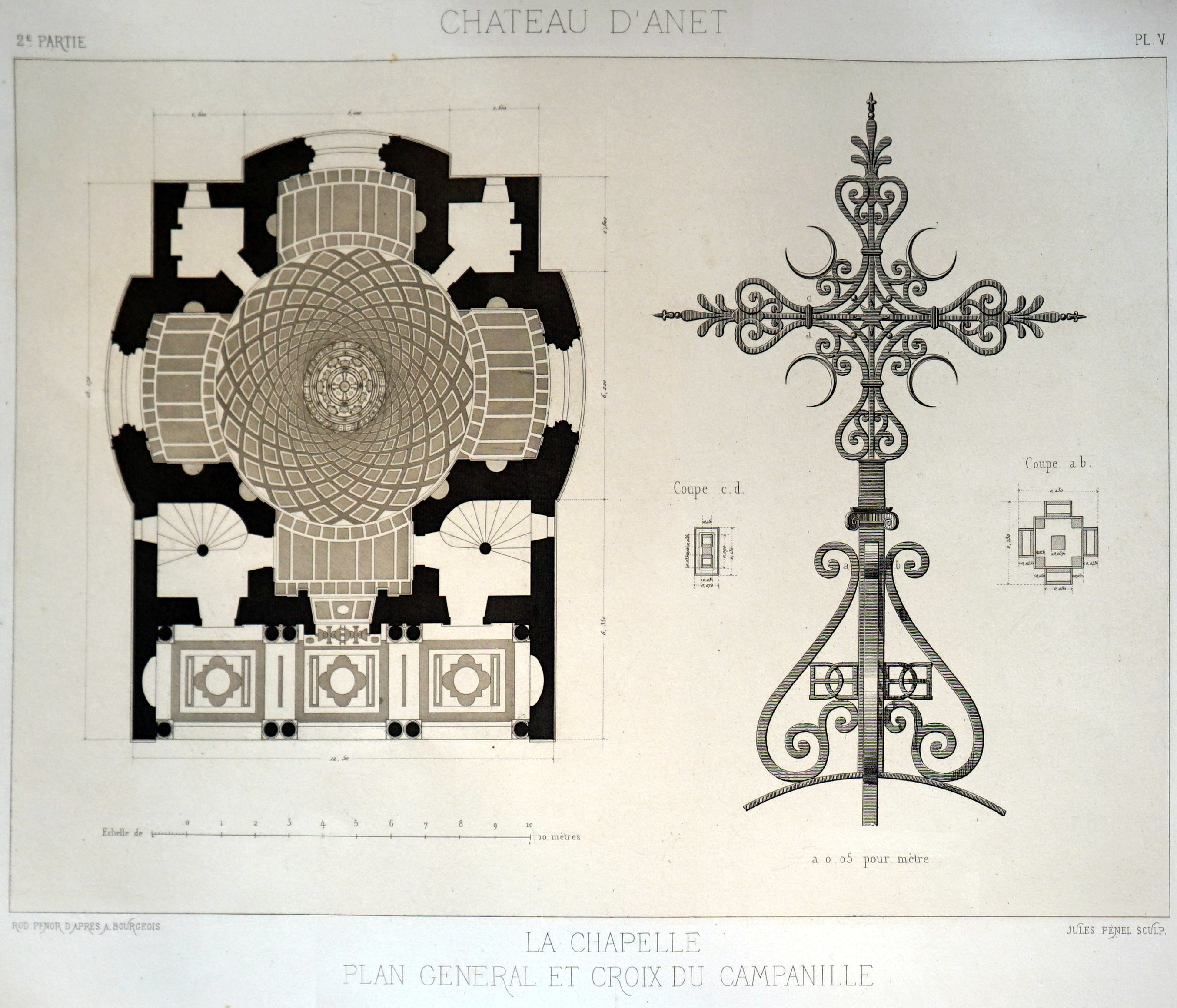
Plan de la chapelle.
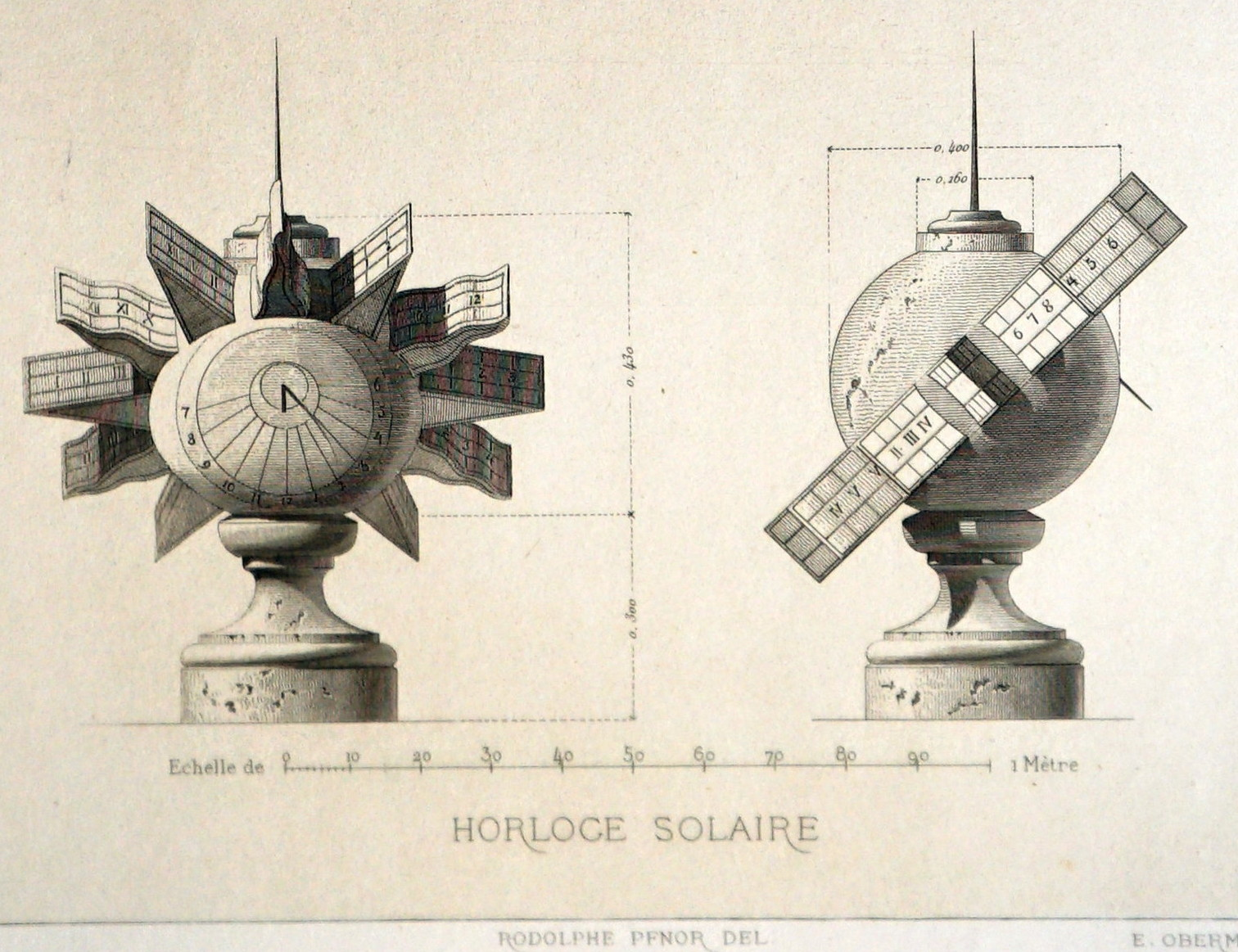
Cadran solaire du portail.
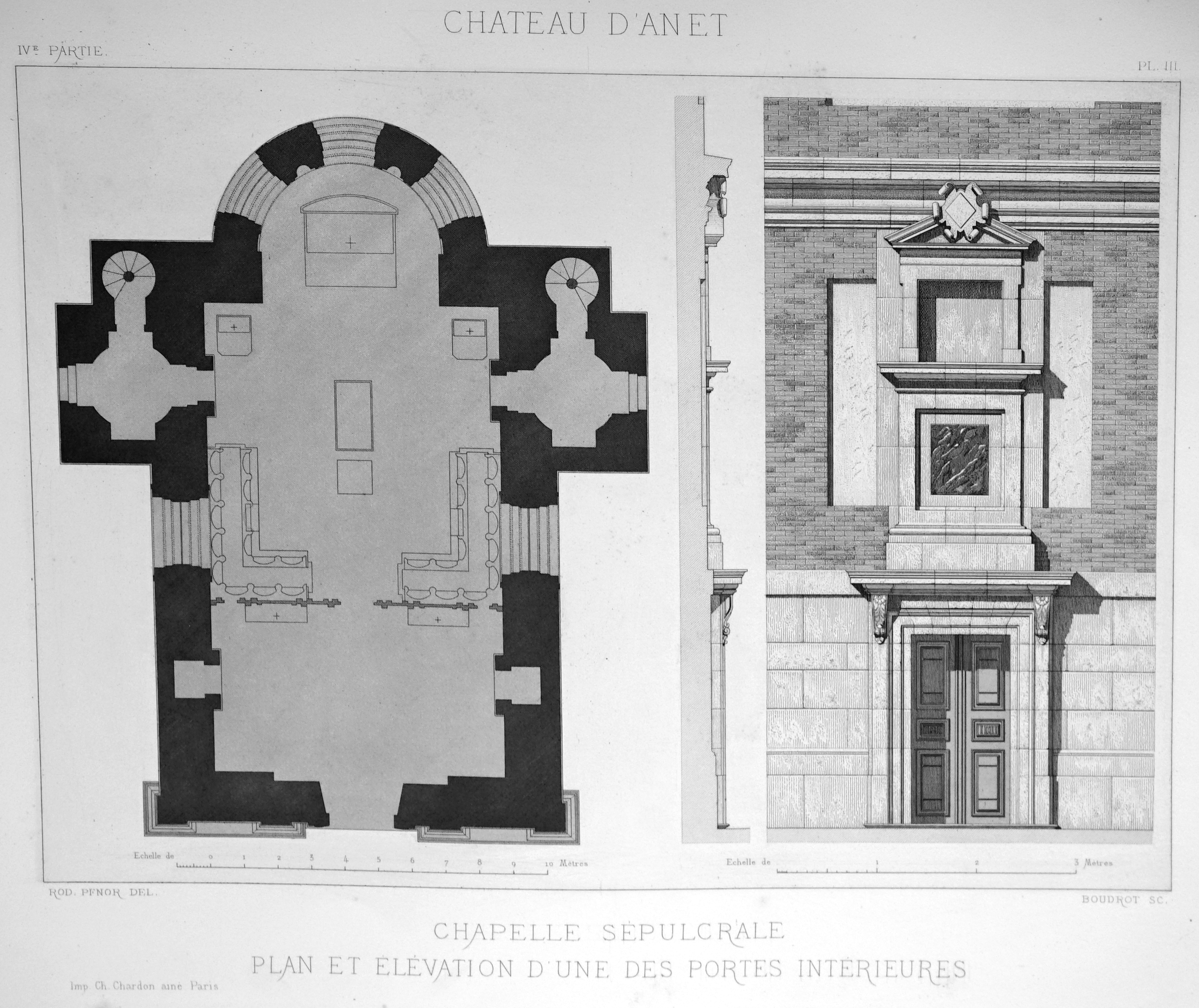
La chapelle funéraire
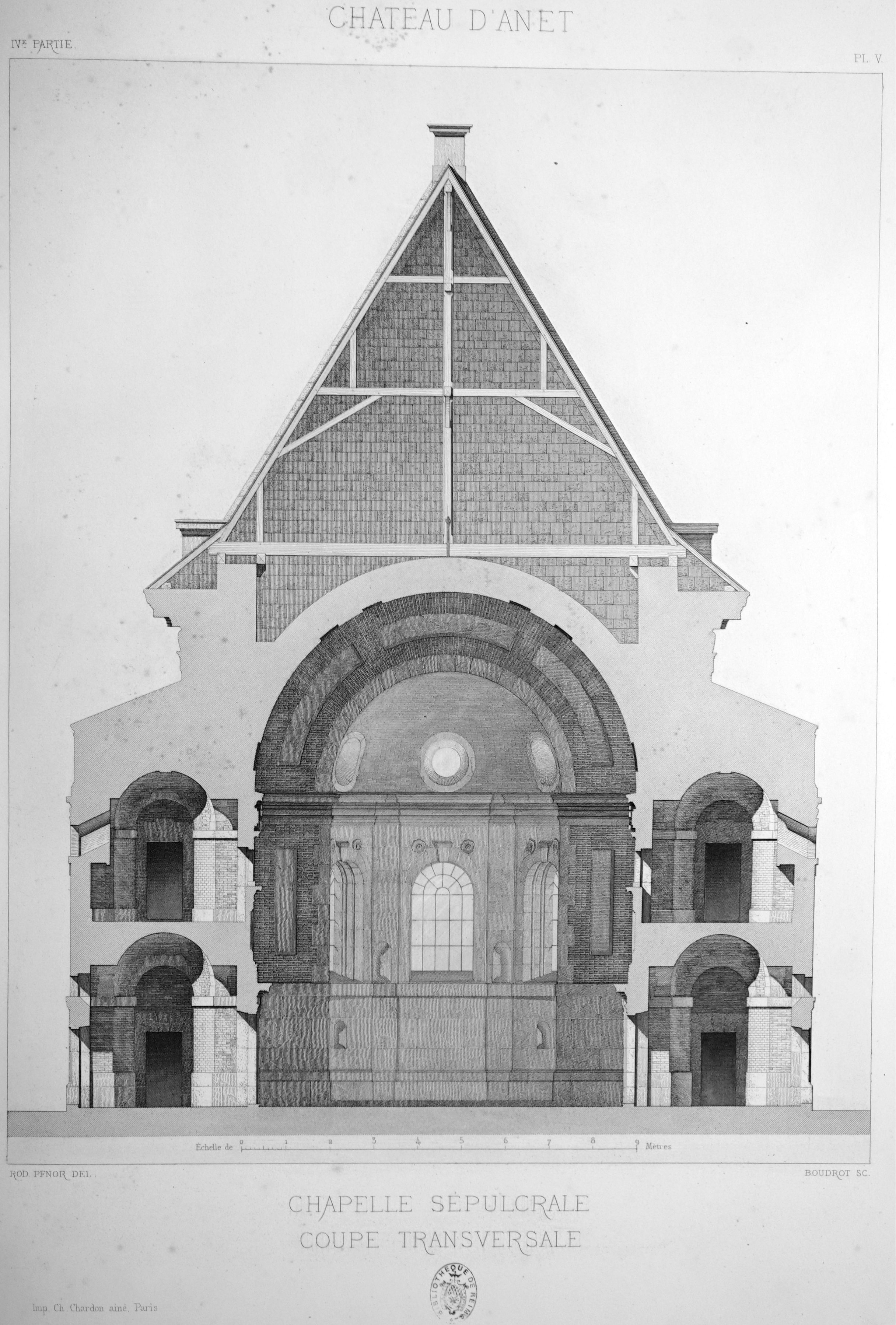
de Diane.

Moreau reconstitue la propriété par l'achat du Grand Parc, en 1868.
En 1879, le cryptoportique (soubassement du corps central) enfoui et considéré jusque-là comme détruit, est redécouvert.
En juillet 1869, l'aquafortiste vendéen Octave de Rochebrune en représenta la porte principale (épreuve numérotée 40 et datée de septembre 1869 - collection particulière).
Entre 1904 et 1906, le comte et la comtesse Guy de Leusse, fille de Ferdinand Moreau et héritière du château en 1884, commandent au maître verrier Charles Lorin, de Chartres, des vitraux pour la chapelle.

Vitraux de la chapelle par Charles Lorin, 1904-1906
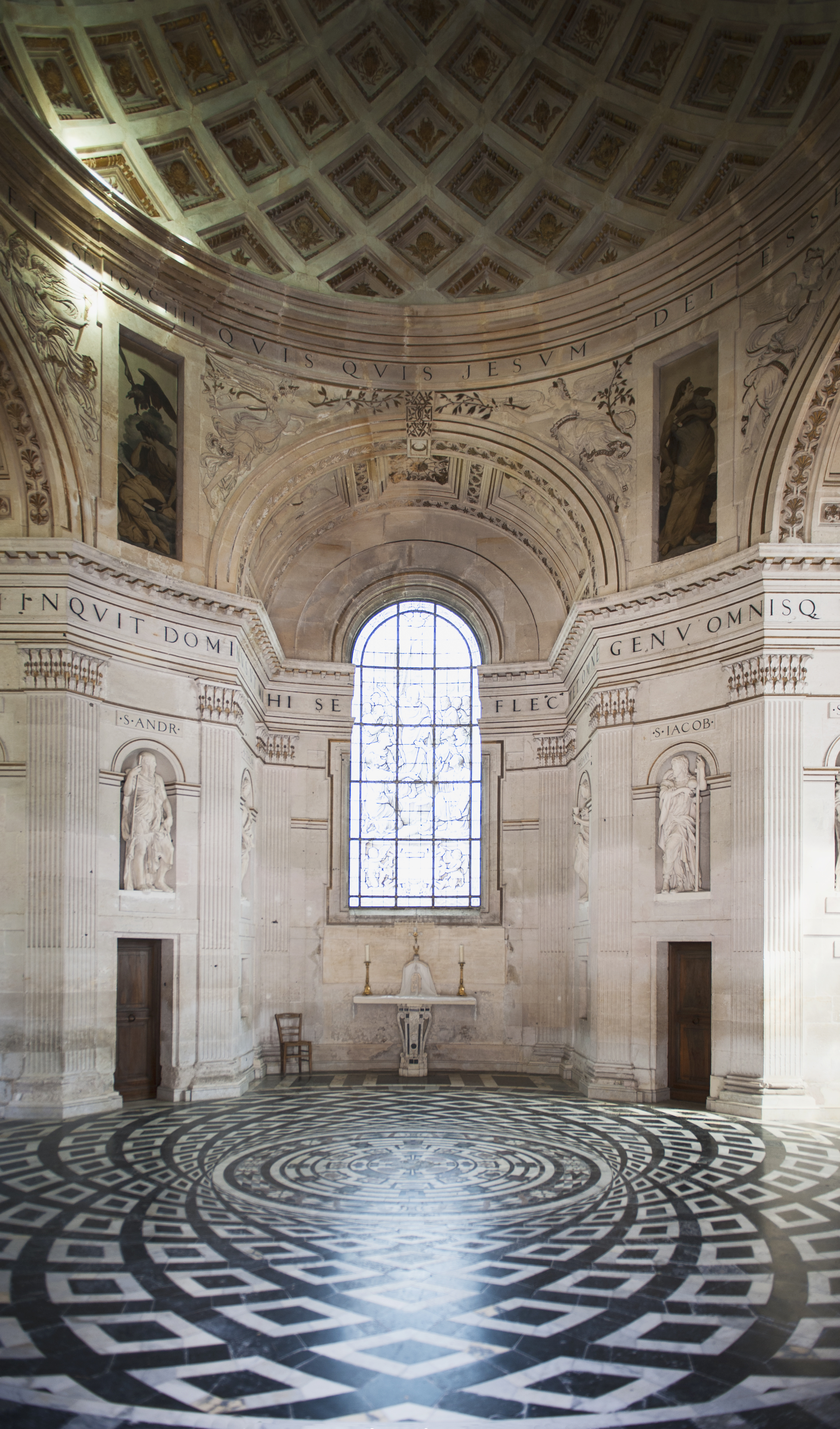
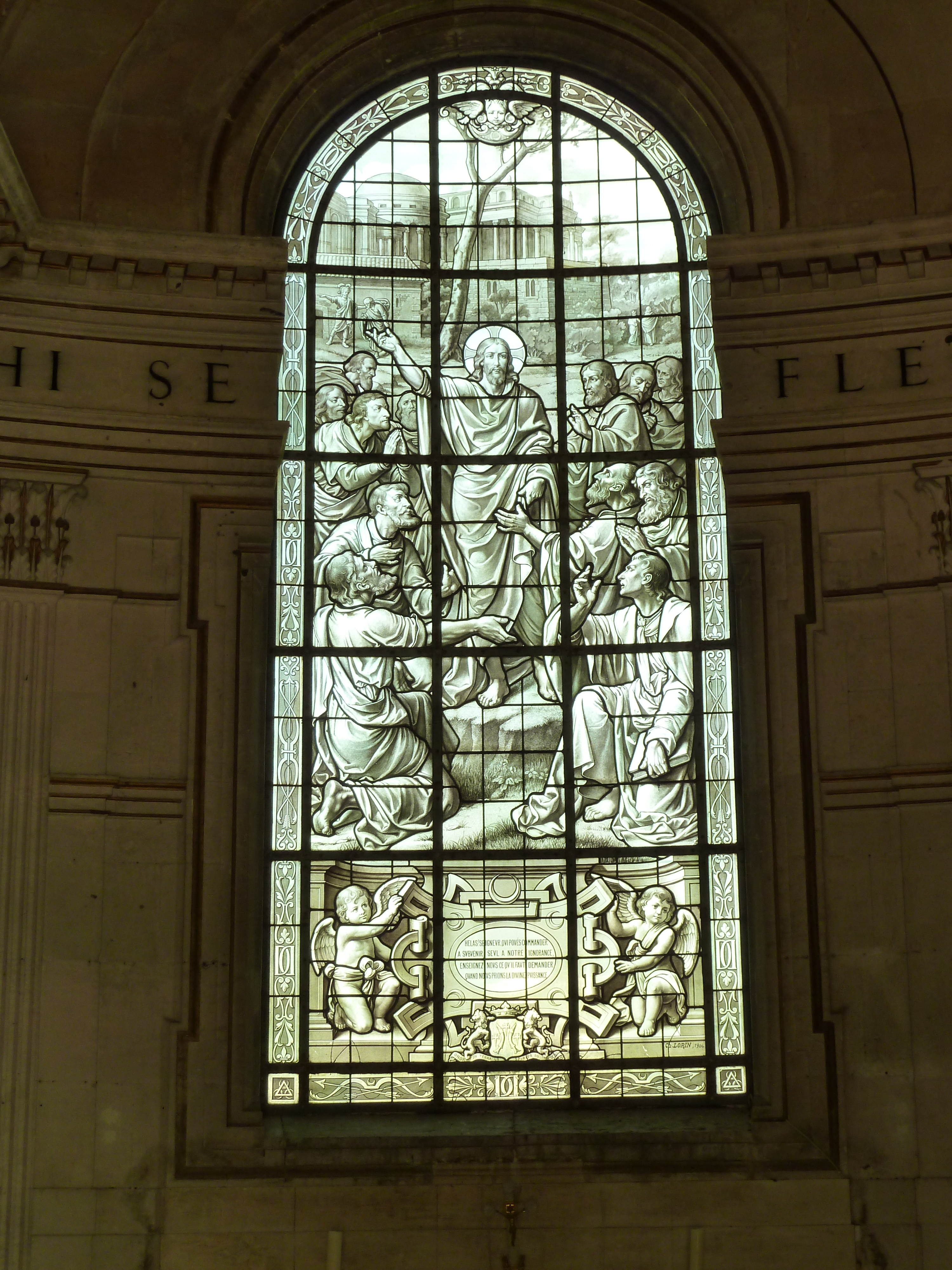
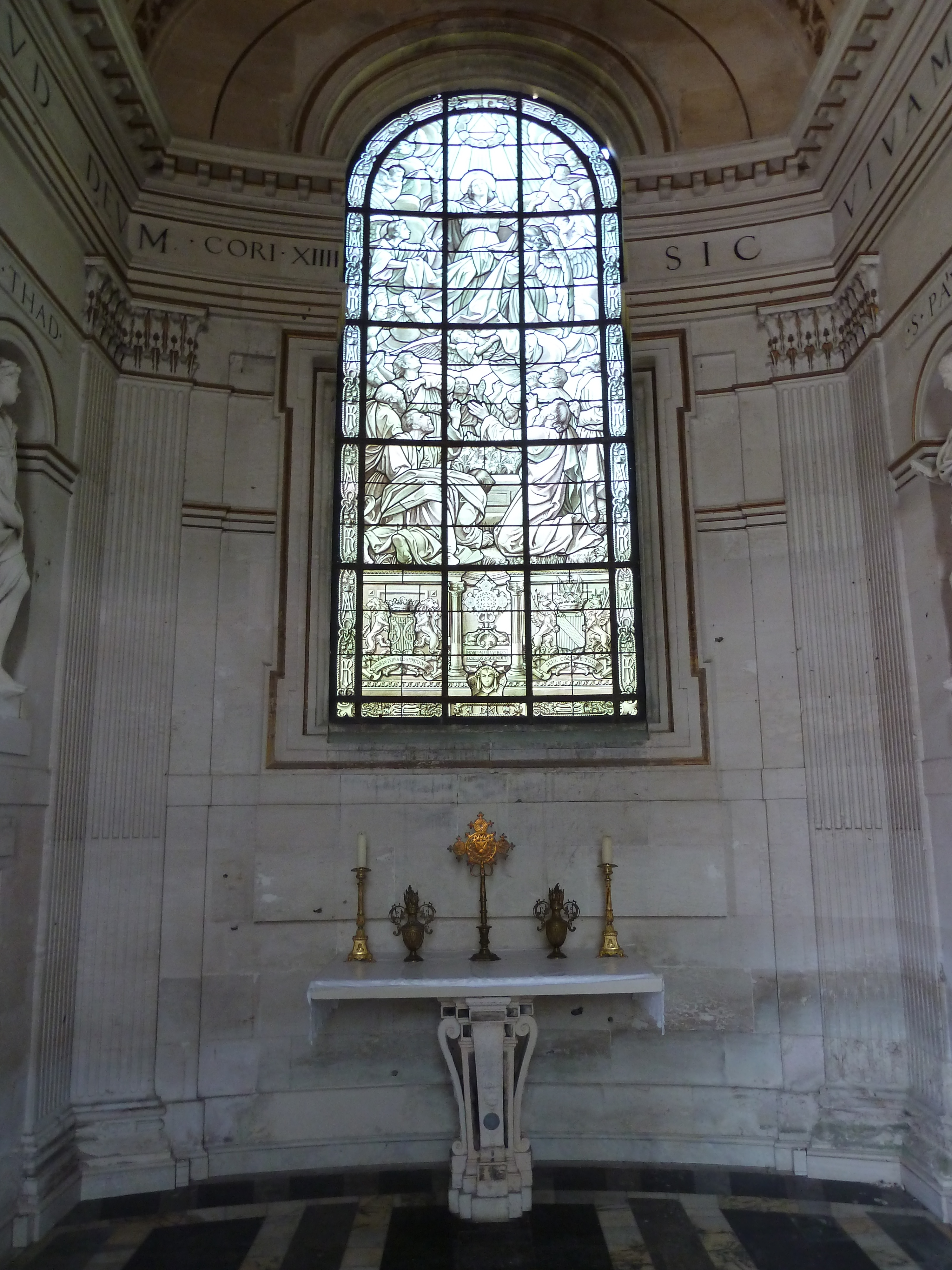
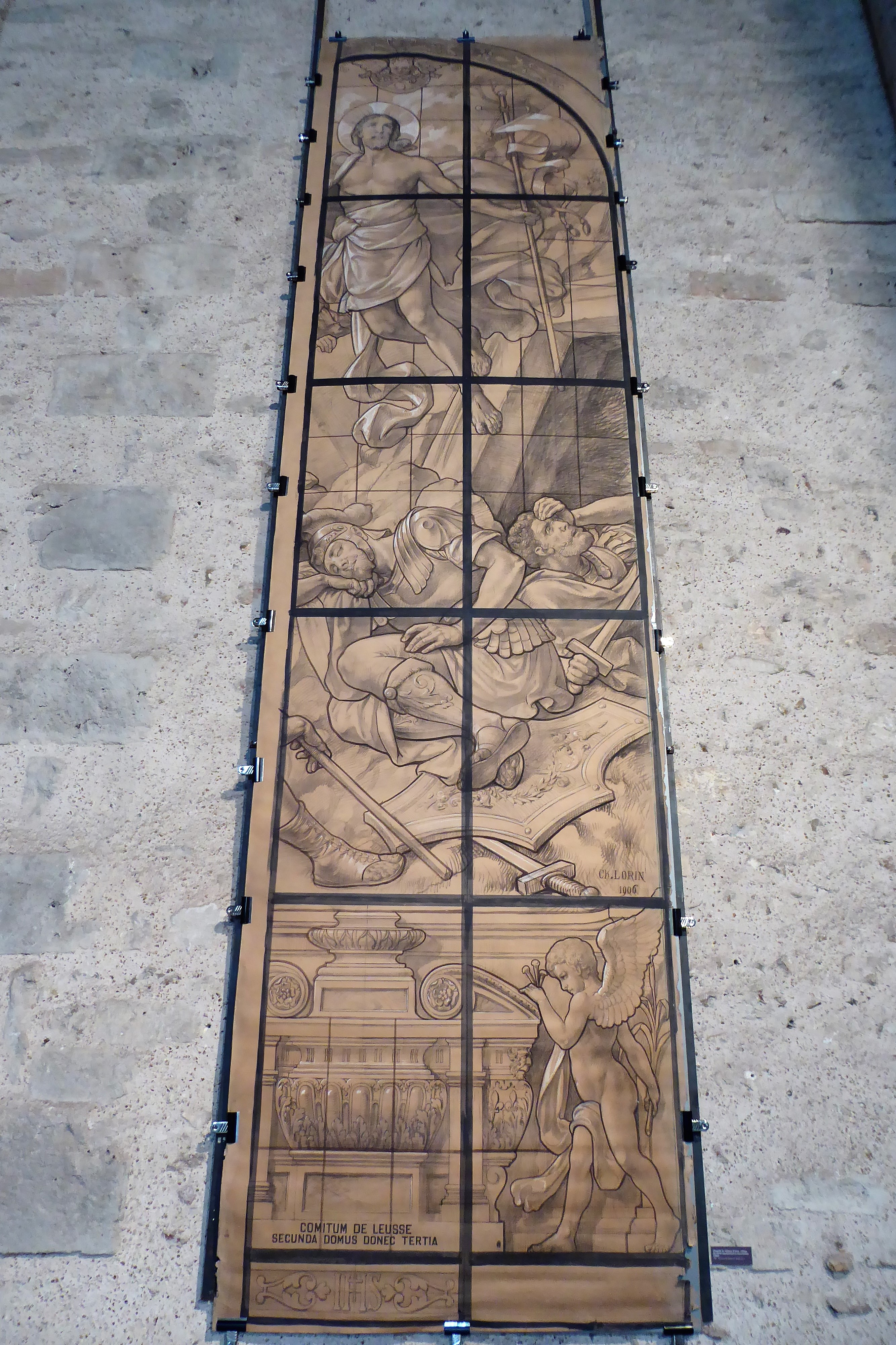

En 1913, Roux signale le pavement d'un « petit cabinet de curiosités » provenant du château d'Écouen, ainsi que les panneaux des battants de portes partiellement dorés de la salle des Gardes (1er étage), et des petits pavés au chiffre de Diane de Poitiers qui sont d'origine.
En 1914-1918, M. et Mme de Leusse y installent, comme d'autres châtelains français, un hôpital auxiliaire de La Croix-Rouge.

M. de Leusse meurt à Anet le 22 août 1940, son épouse quatre années plus tard à l'âge de 82 ans. Elle écrit au sous-préfet une lettre dans laquelle elle le prie d'intercéder auprès de la Kommandantur de Chartres pour que le château, inscrit aux monuments historiques, soit vidé de toutes ces voitures, camions et dépôts d'essence de l'armée allemande qui représentent un danger évident alors que des survols ont lieu.
À sa mort en 1944, le château revient à sa petite-fille, Mme Charles de Yturbe. Depuis 1971, Jean et Alexandra de Yturbe en sont propriétaires.
L'intérieur de la chapelle forme une rotonde décorée de pilastres en marbre blanc et de statues des apôtres,. Cette rotonde est surmontée par une coupole à caissons, dont la structure originale, composée de cercles entrelacés de caissons, donne l'illusion d'une coupole haute d'une dizaine de mètres, alors que sa hauteur est en réalité de 3,5 mètres . Cet effet d'optique en trompe-l'œil a été conçu par l'architecte Philibert Delorme.
Propriété privée et habitée, le château, sa cour et la chapelle, sont ouverts à la visite du public. Ses pièces sont meublées par certains meubles d'époque, et des achats plus récents.
Le château fait l’objet d’un classement au titre des monuments historiques depuis le 25 mars 1993.

Le château d'Anet aujourd'hui
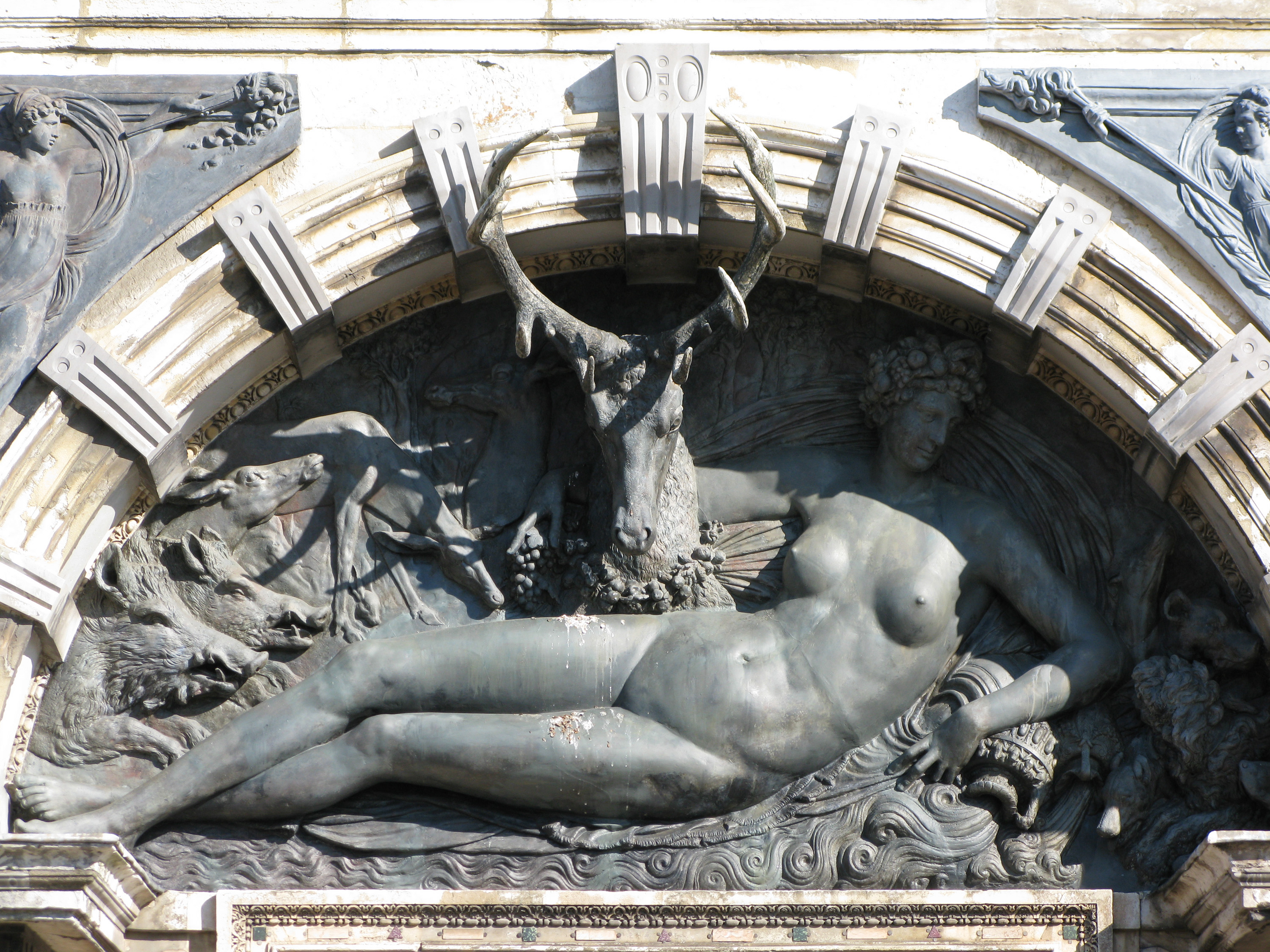
Détail du portique d'entrée (Diane de Fontainebleau).
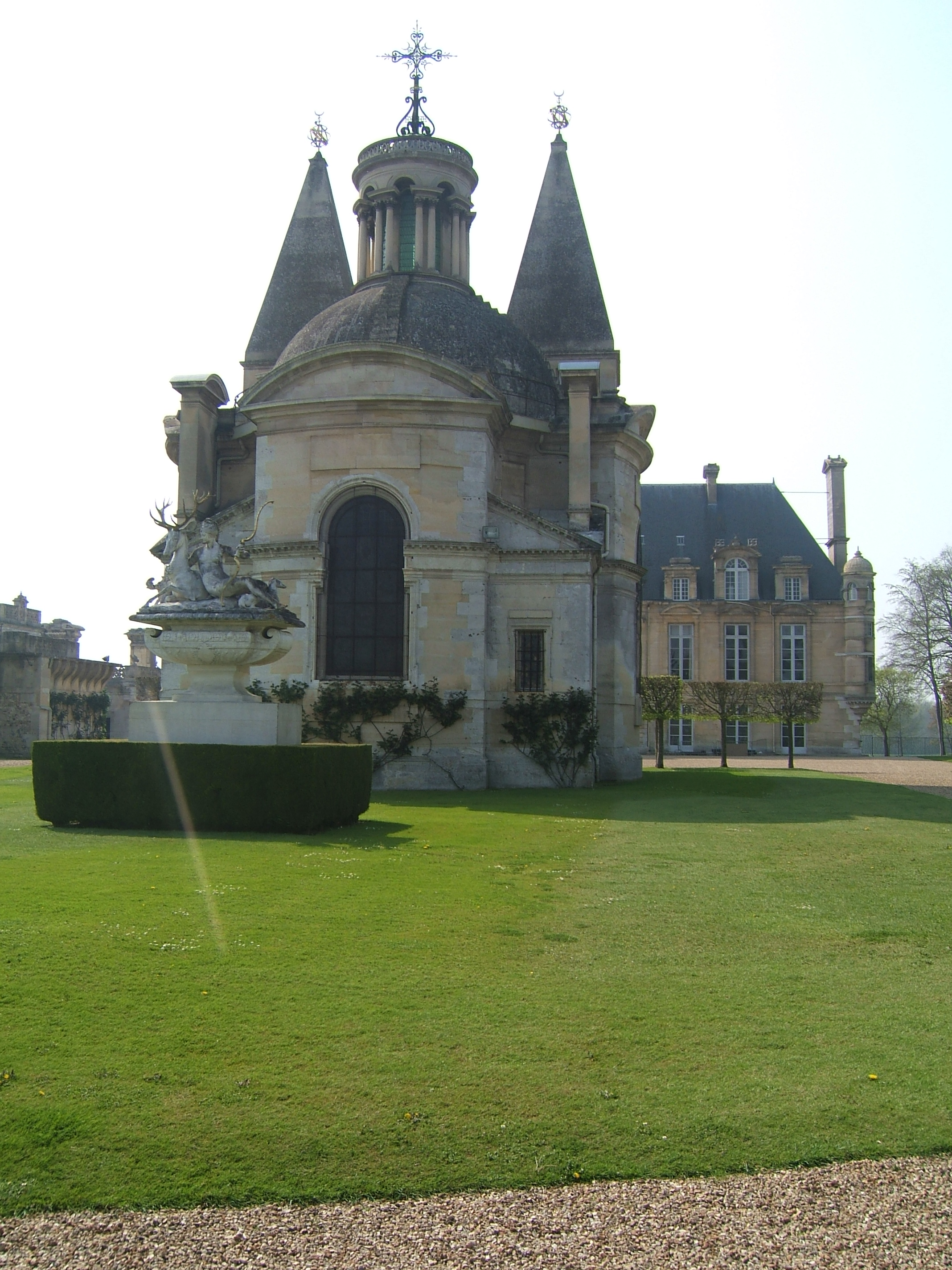
Chapelle et fontaine de Diane.
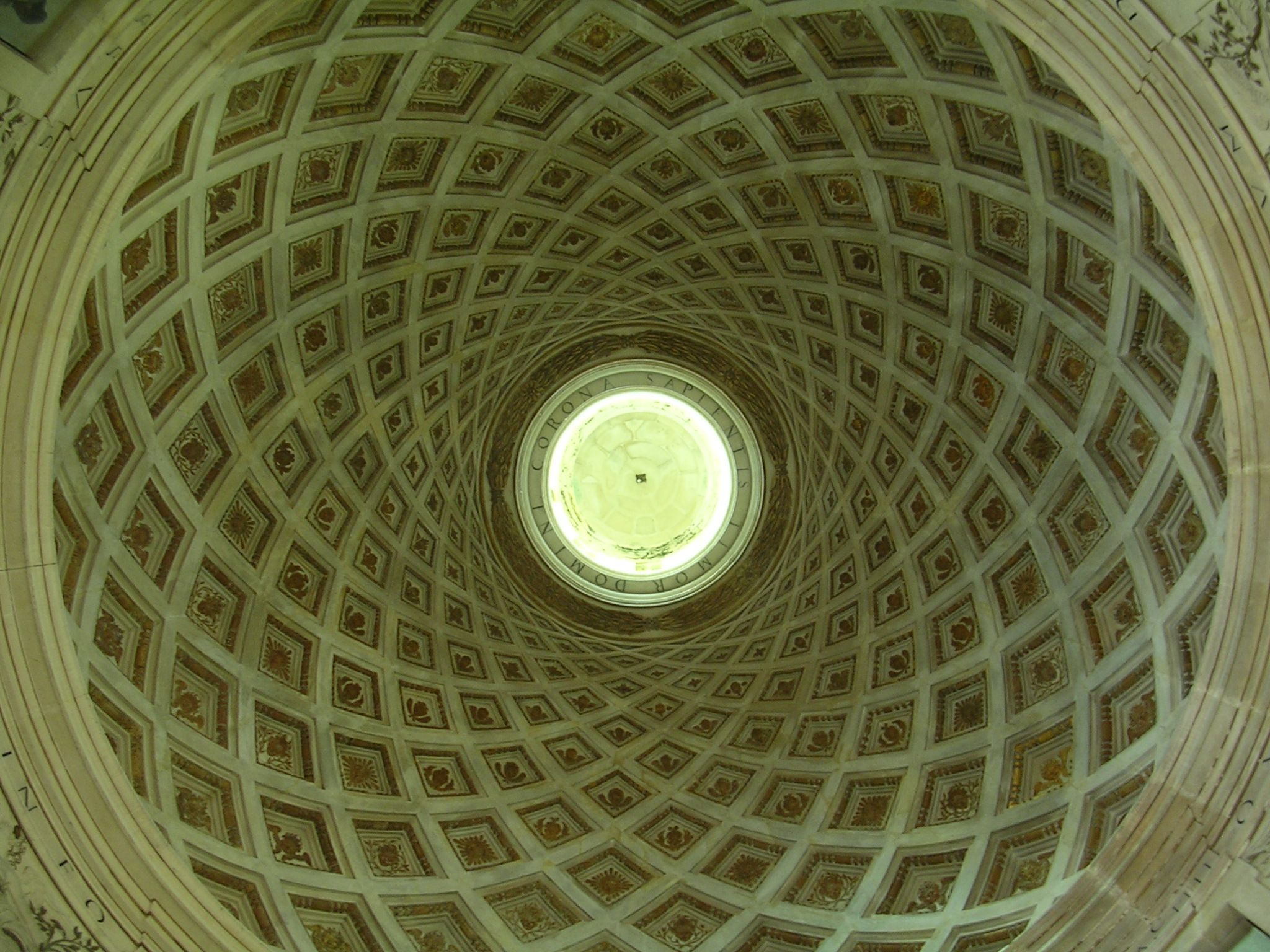
Coupole de la chapelle.
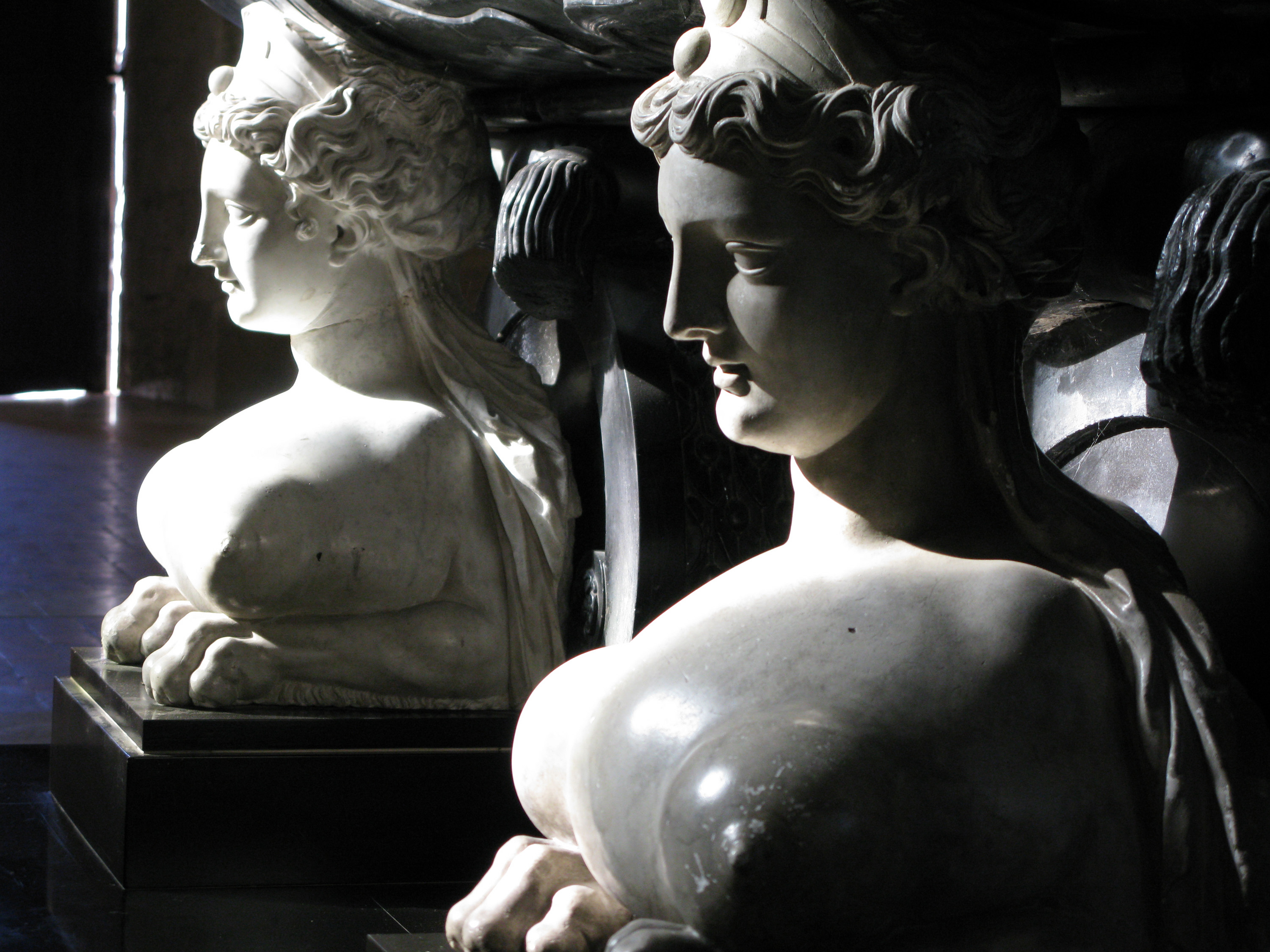
Détail du podium du tombeau.
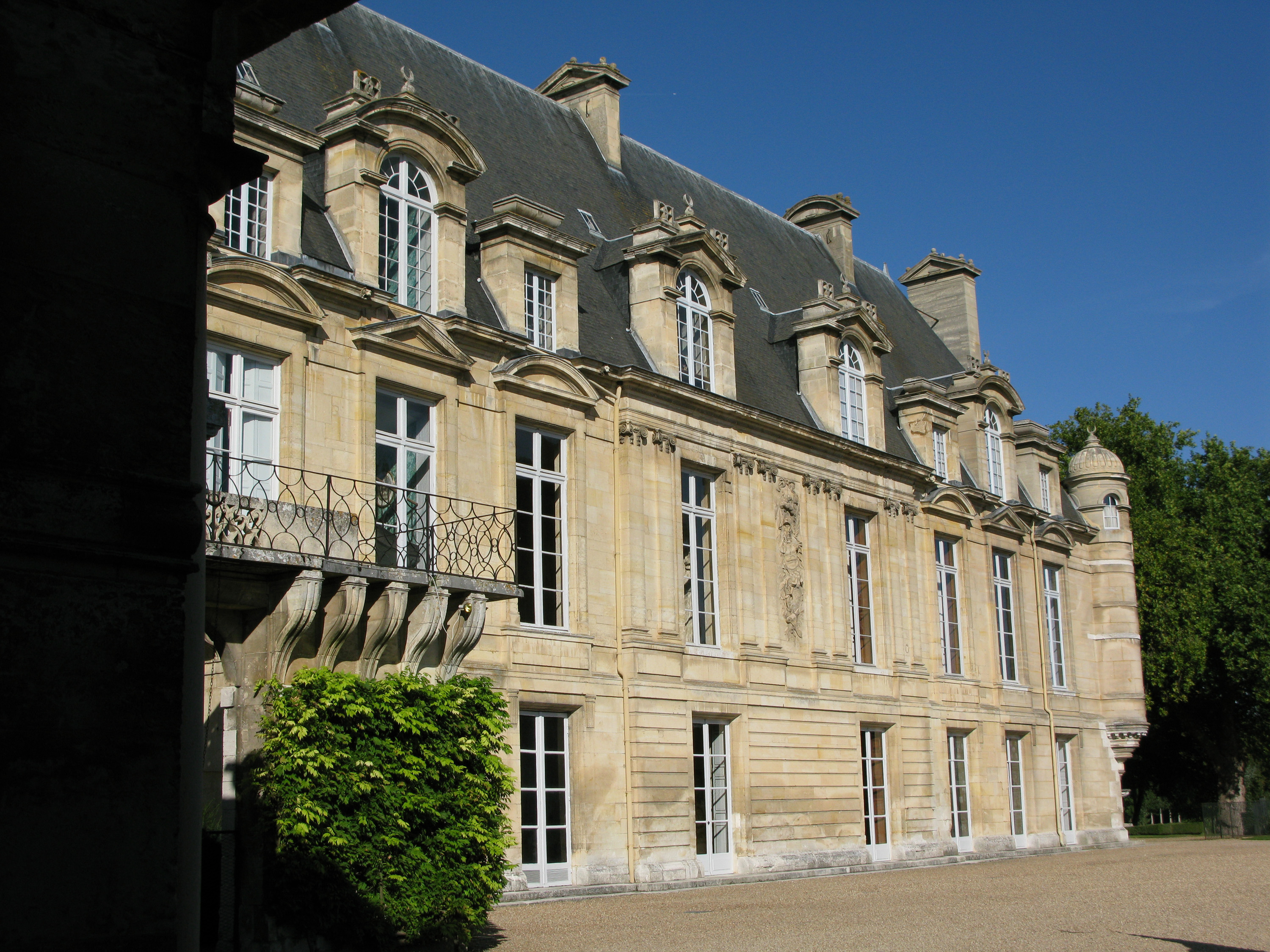
L'aile du château actuel.
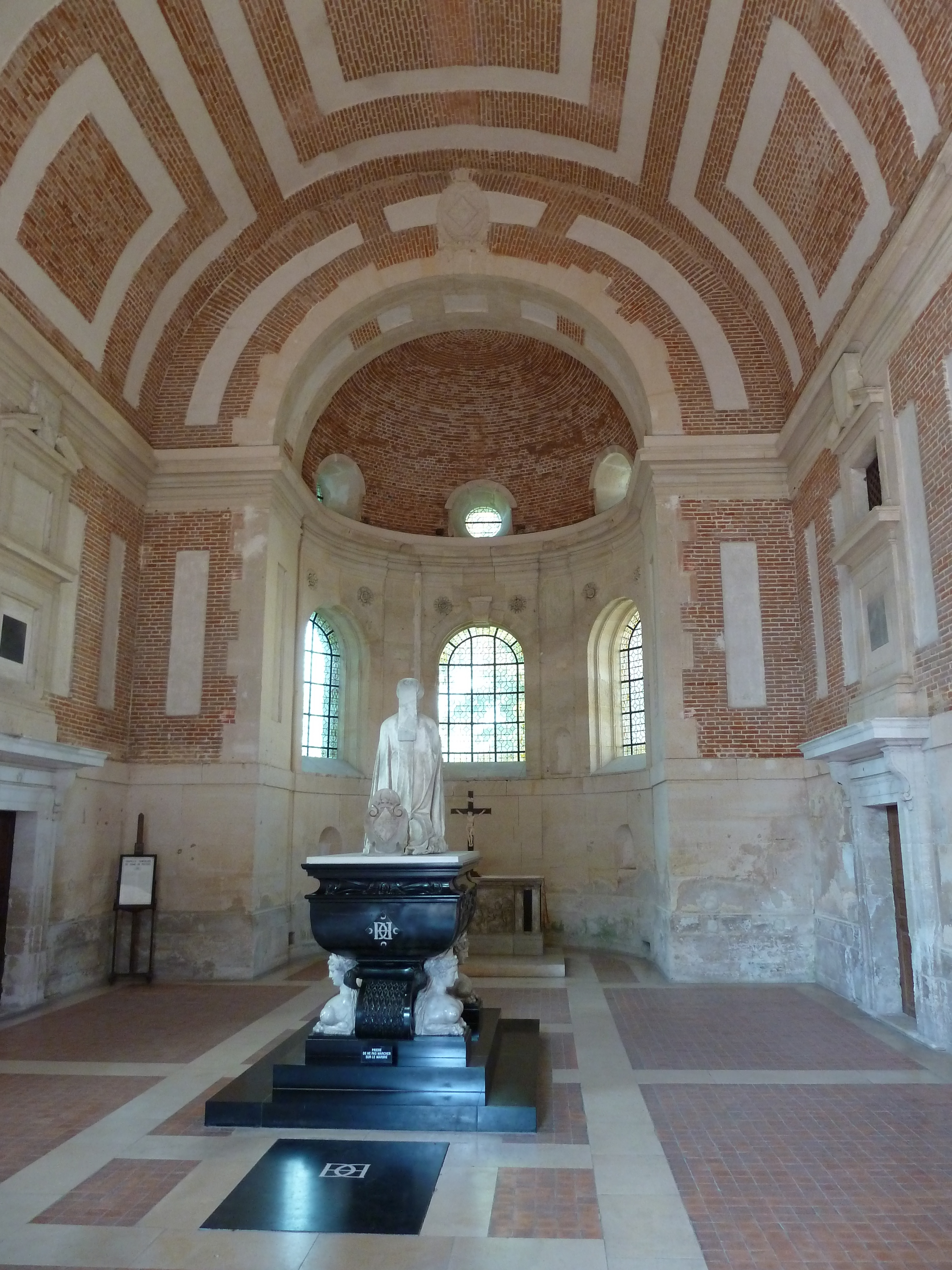
La chapelle de Diane.
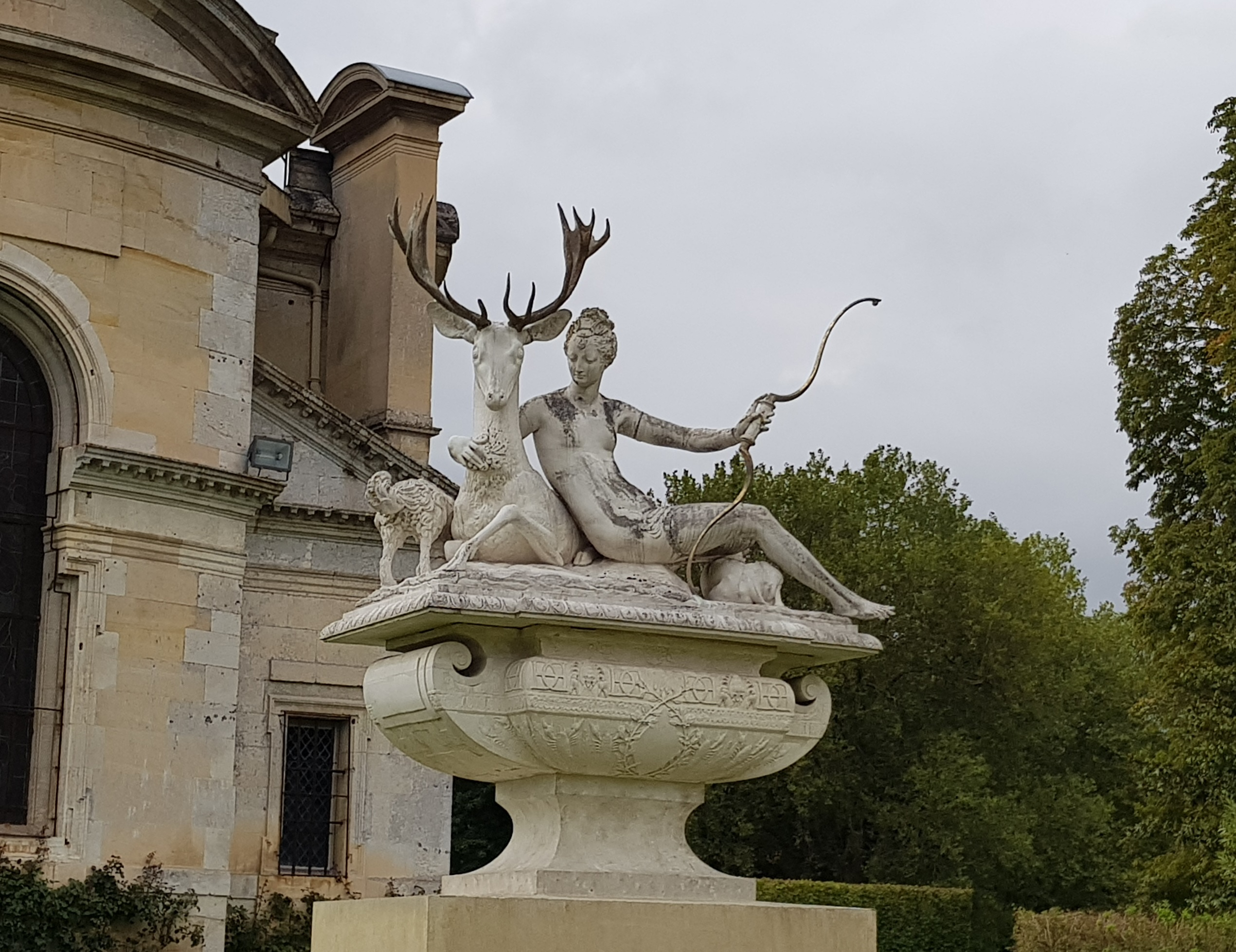
Statue de Diane chasseresse (copie) à l'arrière de la chapelle.

### Filmographie
- Les premières scènes du film Opération Tonnerre ont été tournées au château d'Anet en 1965[16].
- Quand la panthère rose s'en mêle, sorti en 1976.
- Plusieurs scènes du film Mary Reine d'Écosse du réalisateur Thomas Imbach, sorti en 2013, ont été tournées dans l'enceinte du château.
- Le portique d'entrée semble avoir inspiré celui du château dans le film de Tim Burton, Edward aux mains d'argent, dont la partie supérieure représente un cerf entouré de deux chiens de chasse.